# نساء إفريقيات وأمريكيات من أصول إفريقية في المسيحية
لقد كانت النساء ذوات الأصول الأفريقية دوماً من ذوات الحضور القوي في المسيحية مُنذ نشأة هذا الدين، حيث يتخذ النساء الأمريكيات ذوات الأصول الأفريقية كنائساً بروتستانتية سوداء تقليدية بـ 62% منهم من يُعرفون عن أنفسهم تاريخياً بالبروتستانت السود. لدى العديد منهم مناصباً قيادية في هذه الكنائس وبعضهم قد يقودون كنائساً محلياً أو تجمعات كنسية، خاصة في أقصى الجنوب الأمريكي. أيضاً لقد خدمت النساء ذوات الأصول الأفريقية كراهبات في الكنائس الكاثوليكية بالولايات المتحدة مُنذ مطلع القرن التاسع عشر الميلادي.